# Tomberi
Los Tomberi son unos de los monstruos más característicos de la saga de videojuegos Final Fantasy.

## Descripción
Es uno de los monstruos más complicados de los juegos de la saga Final Fantasy. Un pequeño monstruo equipado con un cuchillo en una mano y una lámpara en la otra, arrastrándose lentamente en su camino. Algunos dicen que sus pequeños ojos son encantadores, pero eso está abierto a debate. Además de apuñalar a sus enemigos con su cuchillo, es también conocido su ataque Karma. 
Su primera aparición fue en Final Fantasy V, sorprendiendo a muchos aventureros cuando, a diferencia con otros monstruos que no se mueven de su posición, se acerca lentamente al equipo. Los tomberis pueden ser encontrados alrededor de Narshe en FFVI y continúan acercándose lentamente, pero un ataque acertado en él hará que contraataque con el ataque Karma. Aparece en FFVII en el Whirlwind Maze una vez diezmada la zona en la cueva del norte una nueva especie de tomberi, el maestro tomberi. Apareciendo con una estrella sobre su cabeza, poseen el codiciado Max. Elixir. Se dice que Cloud y sus amigos fueron vistos intentando conseguir tantos de estos como pudieran.
La versión de FFVIII es conocida como la más torpe, cuando el equipo venció al Rey Tomberi, este ayuda al equipo como Guardián de la Fuerza, y no viaja por sí mismo. En FFIX solo podía ser encontrado en grupos de tres, mostrando que ellos pertenecen a una comunidad muy cerrada.
En FFX, usando una técnica llamada rencor de la raza, devolvían el daño recibido a sus enemigos causando estragos incluso a los eones.
Aparece como una raza de hombres bestia en FFXI: se caracterizaban por las motas en su piel y sus pies saliendo de sus ropa, recibiendo un aspecto más humano. Veneran a su propia diosa y no a la diosa Altana.
En FFXIII aparecen en las misiones del Gran Paals, donde se puede ser testigo de como, con un solo corte de su cuchillo, pueden matar a un poderoso cie'th fácilmente.
En FFXV los Tomberi aparecen como cadentes durante la noche en áreas de medio a alto nivel en tres variables distintas, además de formar parte clave de misiones secundarias del juego.
- Datos: Q17224353